# 1937
Évszázadok: 19. század – 20. század – 21. század
Évtizedek: 1880-as évek – 1890-es évek – 1900-as évek – 1910-es évek – 1920-as évek – 1930-as évek – 1940-es évek – 1950-es évek – 1960-as évek – 1970-es évek – 1980-as évek
Évek: 1932 – 1933 – 1934 – 1935 –  1936 – 1937 – 1938 – 1939 – 1940 – 1941 – 1942

## Események

### január
- január 2. – Anglia és Olaszország közös egyezményt ír alá, a Földközi-tengeri forgalom status quójának biztosítása érdekében.
- január 6. – I. Julianna holland királynő házasságra lép Lippe-Biesterfeld Bernhardt herceggel.
- január 11. – Megkötik a bolgár–jugoszláv barátsági szerződést.[1]
- január 15. – Döntés születik Romániában, és az állam végleg rekvirálja a minorita rend szilágysomlyói gimnáziumának mindkét épületét, román oktatási célokra.
- január 30. – Németországban összeül a birodalmi gyűlés, amely meghosszabbítja az 1933. március 24-én alkotott ún. „kivételes hatalomról” szóló törvény hatályát egészen 1941. április 1-jéig. Ezzel az intézkedéssel konzerválódott újabb négy esztendőre a Hitler kezében összpontosuló jobboldali diktatúra.

### február
- február 1. – Életbe lép a csehszlovák államvédelmi törvény.
- február 8.
  - A Spanyol polgárháború során, a Franco tábornok vezette nemzeti csapatok elfoglalják Málaga városát
  - Romániában a bukaresti ügyvédi kamara kezdeményezi vezessék be a „numerus valachius” elvét, mondván Romániában egy jogrend van, az a románoké.
- február 12. – A megkötött új magyar-francia kereskedelmi és fizetési egyezményt életbe lép.
- február 15. – Dubrovnikban gazdasági értekezletet tart a Kisantant
- február 16.
  - Wallace Hume Carothers vegyész-kutató eredményei alapján szabadalmaztatta a DuPont cég a nylont.
  - Angliában a kormány kiadja az ún. „fehér könyvet”, amely az elkövetkező öt esztendő kiemelt fegyverkezését célozza meg, a javaslat szerint 1,5 milliárd font értékben.[2]
- február 18. – A csehszlovák kormány a kisebbségi kérdés átfogó rendezésének szándékát jelenti be egy nemzetiségi statútum keretei közt. (A statútumtervezet kidolgozása elhúzódik, s a kisebbségi kérdés Csehszlovákia elleni külpolitikai nyomás részévé válik.)[3]
- február 19. – Az angol alsóház megszavazza a 400 milliós az évi hadikölcsönt.
- február 20. – Abesszíniában (ma Etiópia) egy nyilvános jótékonysági rendezvényen merényletet követnek el a kinevezett olasz gyarmati megbízott, Graziani alkirály ellen. A kézigránátos merénylő helyi lakos. Az alkirály és több környezetében tartózkodó személy súlyosan megsebesül.
- február 21. – Az abesszíniai háború végső szakaszába lép. Az olasz haderő győzelmet arat az etióp tóvidéken. A harcok során elfogják az abesszin hadvezért, Deszta herceget, s kivégzik.
- február 22. – Konstantin von Neurath, a Németország külügyminisztere Bécsbe érkezik, amely alkalomból nagyszabású szimpátiatüntetést rendeznek különböző osztrák nemzetiszocialista csoportok.
- február 24. – A csertetői csendőrsortűz
- február 25. – A csehszlovák nemzetgyűlés elfogadja a Machnik agrárpárti nemzetvédelmi miniszter beterjesztését a korlátlan katonai létszámemelésről.
- február 26. – A székelyudvarhelyi ügyészség beszünteti azt az eljárást, amely gróf Bethlen György, a romániai Országos Magyar Párt elnökének feljelentésére indult meg. Bethlen gróf feljelentette a Glasc Romanesc újság szerkesztőjét, aki a magyarok ellen meghirdette a Szent Bertalan éjszakáját. Az eljárás beszüntetését azzal indokolta a taláros testület, hogy „a feljelentésben foglaltak nem egyesítik magukban a bűncselekmény elemeit”.[4]

### március
- március 1. – Joachim von Ribbentrop egy Lipcsében tartott ünnepség során kijelenti, hogy Németország visszaköveteli gyarmatait.
- március 2.
  - Olaszországban, az ún. „Fasiszta Nagytanács” kimondja az olasz nemzet teljes militarizálását. Minden 18 és 56 év közötti férfi ettől a naptól fogva hadköteles, 18 éves kora előtt és 56 esztendős kora után pedig a hadsereg kisegítő eleme.
  - Lengyelországban megalakul a szélsőjobboldali Nemzeti Egyesülés Tábora.[5]
- március 4. – A jugoszláv képviselőházban Milan Stojadinović miniszterelnök mond beszédet, amelyben állást foglal a Népszövetséghez, valamint Franciaországhoz való jugoszláv hűség elvéről, valamint Jugoszlávia Magyarországhoz való egyre javuló viszonyáról, amelyek korábban sok feszültséget hordoztak.
- március 6. – A magyar kormány hozzájárul a nagyhatalmak spanyol be nem avatkozási javaslatához.
- március 9. – A francia képviselőház megszavazza a korábban beterjesztett nemzetvédelmi javaslatot.
- március 13.
  - Benito Mussolini megkezdi kéthetes körútját az olasz fennhatóság alatt álló líbiai Tripoliban.
  - Milan Hodža csehszlovák miniszterelnök a cseh újságírók ebédjén kijelenteti, hogy a kormány nem óhajt tárgyalni a német kisebbségek autonómiájáról, de határozottan állást foglal a németek elcsehesítése és a csehek elnémetesítése ellen. A nemzetiségektől az állam iránti feltétlen hűséget várja el – majd hozzátette – ami a német kisebbségekre vonatkozik, ugyanaz áll a magyar kisebbségre is, és minden kisebbségre általában.[6]
- március 14. – Megjelenik XI. Piusz pápa „Égő aggodalommal” kezdetű enciklikája, amelyben elítéli a faji törvényeket.[7]
- március 16. – A spanyol kormánycsapatok ellentámadása megállítja Madridnál a nemzeti csapatok előrejutását, a kedvezőtlen időjárás következtében.
- március 17. – Angliában elhuny a Nobel-békedíjas (1925) volt külügyminiszter, Sir Austen Chamberlain.
- március 22. – Milan Stojadinović jugoszláv miniszterelnök a szenátusban egy hozzá intézett kérdésére válaszolva kijelenti, hogy a jugoszláv külpolitika alapját továbbra is a kisantant jelenti. Minden döntés csak a három állam kölcsönös megegyezését követően történik. Tehát Magyarország felé történő jugoszláv közeledés nem valósulhatna meg Románia és Csehszlovákia akarata ellenére. Kijelentette továbbá, hogy a Szovjetunióval való diplomáciai kapcsolatok addig nem rendeződhetnek, amíg a moszkvai kormány nem nyújt garanciát a kommunista propaganda jugoszláv területen történő beszüntetésére.
- március 23. – Benito Mussolini egy gyűlésen rendkívül éles hangon bírálja a brit sajtót, amelyik az olasz–abesszin háború kapcsán elítélően beszélt az olasz fasizmus terjeszkedő diktatúrájáról. („Az olasz nép nem felejt”, figyelmeztetett a duce. Mussolini beszédét az angol–olasz viszony kiélesedésének ítéli a Népszövetség több állama.)
- március 25. – Jugoszláv-olasz barátsági szerződés.[1]

### április
- április 1. – A belgrádi kisantant konferencián Jugoszlávia békét és jószomszédi viszonyt ajánlott fel Bulgária és a többi Balkán-állam között. A kétnapos konferencia záróközleménye cáfolja a Kisantant meggyengüléséről szóló vélekedéseket.
- április 4. – A Szovjetunióban letartóztatják Genrih Grigorjevics Jagoda belügyi népbiztost, a Belügyi Népbiztosság (NKVD) vezetőjét, aki az első nyilvános koncepciós perek előkészítésének szervezésében vett részt. Jagodát a harmadik moszkvai perben árulás és kormányellenes összeesküvés vádjával elítélik, és 1938. március 15-én kivégzik.
- április 5. – Edvard Beneš, Csehszlovákia köztársasági elnöke külpolitikai egyeztetés végett két napra Belgrádba érkezik.
- április 9. – „Rangon aluli házasság” címén a román koronatanács megfosztja rangjától Miklós román királyi herceget, ezzel egy időben II. Károly román király kizárja öccsét az uralkodócsaládból, aki a döntést követően rövidesen emigrál, s kezdetben Spanyolországban él, majd Svájcban telepedik le.
- április 12. – Belgiumban, a brüsszeli időközi választásokon Degrelle, a német szimpatizáns REX (a belga fasiszta párt) vezére súlyos vereséget szenvedett Paul van Zeeland miniszterelnök pártjával szemben, ami a szélsőjobboldali belga politika visszaszorulását hozza.
- április 14. – Schuschnigg osztrák kancellár bejelentette Kismartonban, hogy Ausztria mintaszerű jogszolgáltatást kíván nyújtani a kisebbségei számára.
- április 16. – A magyar rendőrség izgatás és fölforgató tevékenység vádjával őrizetbe veszi, majd „felsőbb utasításra” hamarosan elengedi Szálasi Ferenc nyugalmazott őrnagyot, az emblémájában már nyilaskeresztes szimbólumot használó Nemzet Akaratának Pártja alapító elnökét. Ezzel egy időben az általa 1935. március 4-én létrehozott párt működését államellenes fölforgató tevékenység miatt betiltja.[8]
- április 18. – A lengyelországi Racławicében – a betiltás ellenére – 12 ezer fős paraszttüntetésre kerül sor. (A rendőrségi sortűz 3 áldozatot követel.)[5]
- április 20.
  - A Spanyol Semlegességi Bizottság határozata életbe lép, s megkezdődik a spanyol partok mentén a hajók nemzetközi ellenőrzése, amelynek célja a hadianyag-szállítás megakadályozása, s ez által a polgárháború minél gyorsabb befejezése.
  - İsmet İnönü török miniszterelnök, Rüsdi Arras külügyminiszter a Berlin–Róma-tengelyhatalmak irányában biztonságot kereső III. Borisz bolgár cárral tárgyal Szófiában a balkáni biztonság kérdéseiről.
- április 21. – Ausztriában újabb államellenes nemzetiszocialista szervezkedést lepleznek le. 21 nemzetiszocialista szervezőt letartóztatnak.
- április 22. – A lengyel külügyminiszter háromnapos tárgyalásra Bukarestbe érkezik, a lengyel-román közeledés első lépéseként.
- április 24. – Belgium közös jegyzéket kap mind a brit, mind a francia kormánytól, amelyben a két ország elismeri Belgium semlegességét, és garantálják területi épségét, valamint felmentik a locarnói egyezményben foglaltak Belgiumra háruló további kötelezettségei alól.
- április 25. – Az olasz hatóságok feltételesen szabadlábra helyezik Antonio Gramscit, az Olasz Kommunista Párt korábbi főtitkárát, korábbi parlamenti képviselőt. (Még szabadulása napján agyvérzés éri, két nap múlva meghal.)[9]
- április 26. – A német Luftwaffe lebombázza Guernica spanyol kisvárost.[10] Hivatalosan falangista támadásról beszélnek Guernica pusztulása kapcsán, de egy brit újságíró, George Steer jelentése megállapítja: németek bombázták le a várost. A hivatalos német álláspont sokáig tagadja a bombázás tényét. Később az akcióban részt vevő különítmény tagjai magas német katonai kitüntetésben részesülnek. A hír megrázza az egész világ közvéleményét.
- április 29. – Milan Stojadinović jugoszláv miniszterelnök fogadja a vajdasági magyarság képviselőit, s ígéretet tesz a magyarság sérelmeinek orvoslására.
- április 30. – Delbos francia külügyminiszter a szenátus külügyi bizottsága előtt tartott beszámolójában hangsúlyozza, hogy a Berlin–Róma tengelyhatalmak ellenében létrejött angol-francia egységfront sokkal erősebb, mint valaha. Külön kitért a közép-dunavölgyi területi problémákra, s azok békés rendezése mellett foglalt állást.

### május
- május 1. – Milan Hodža csehszlovák miniszterelnök a nemzetiségpolitikai rendezés első lépéseként a csehszlovák postánál és vasútnál elrendeli a nyelvhasználati jog kiterjesztését.
- május 2. – A Szovjetunió megkezdi az előző nap hivatalosan is bejelentett harmadik ötéves tervének végrehajtását.
- május 8. – Az angol lapokat kitiltják Olaszországból
- május 12. – Budapesten ünnepélyes külsőségek között, Horthy Miklós kormányzó jelenlétében megkezdődnek az új csepeli szabadkikötő munkálatai.
- május 15. – Albániában kitör a kormányellenes delvinai felkelés.
- május 19–21. – III. Viktor Emánuel olasz király látogatása Magyarországon.[11]
- május 25.
  - A tapolcai repülőtérre telepítik a Magyar Királyi 3. Bombázórepülő-ezredet, továbbá feltöltik a 3/I. bombázórepülő-osztály 3/1. és 3/3. századait.
  - Olasz-jugoszláv barátsági szerződés.
- május 27. – Átadják a Golden Gate hidat a gyalogos forgalomnak.
- május 28. – Neville Chamberlain alakít kormányt Nagy-Britanniában.

### június
- június 1. – A trockizmussal vádolt szovjet hadügyi népbiztos, Jan Boriszovics Gamarik „öngyilkos” lett.
- június 2. – Rómában tárgyal Németország hadügyminisztere, Werner von Blomberg, a katonai együttműködés szorosabbá tétele érdekében.
- június 3.
  - Spanyolországban repülőgépével lezuhan Emilio Mola, a Francisco Franco tábornok vezette nemzeti csapatok egyik vezetője, Franco riválisa, aki a balesetben életét veszti.
  - Eduárd windsori herceg összeházasodik Wallis Simpsonnal.[12]
  - Vojtech Tuka csehszlovák politikus elnöki kegyelemmel szabadul, de továbbra is megfigyelés alatt marad.[3]
- június 11. – A Szovjetunió legfelsőbb bírósága halálra ítéli kémkedés vádjával Mihail Nyikolajevics Tuhacsevszkij tábornagyot és hét tábornoktársát. A halálbüntetést másnap hajnalban végre is hajtják az elítélteken.
- június 17. – Hivatalosan is bejelentik, hogy a bolgár királyi párnak fia született.
- június 18. – A magyar képviselőház elfogadja az „Alföld öntözéséről” szóló törvényjavaslatot.
- június 19. – A spanyol polgárháborúban a Franco tábornok vezette nemzeti csapatok kemény offenzívája során elfoglalják Bilbaót, amely a Baszkföld egyik legjelentősebb városa.

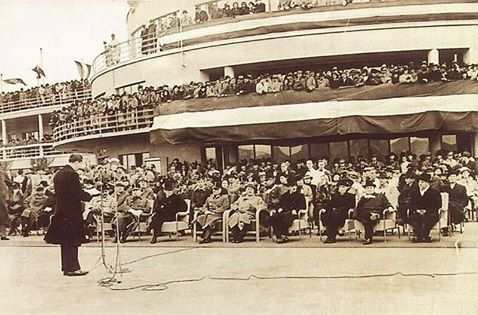
A Budaörsi Repülőtér megnyitása

- június 20. – Magyarországon felavatják a budaörsi repteret. Az eseményt beárnyékolja, hogy azt követően két utasokkal teli vonatszerelvény emberi mulasztásból összeütközik. A szerencsétlenségnek több mint 50 sérültje és egy halottja van.
- június 23. – Az 1920 óta húzódó kárpátaljai autonómia előkészítő lépéseként törvény születik a kárpátaljai kormányzó jogi státusáról.[3]
- június 28. – Újra rendezik Magyarország népszövetségi kölcsöne ügyét. Fabinyi Tihamér pénzügyminiszter londoni tárgyalásai során eléri, hogy kamatcsökkenés, és határidő-hosszabbítást kapjon az ország.

### július
- június 1.
  - A magyar képviselőház elfogadja a kormányzói jogkör kiterjesztéséről szóló törvényjavaslatot.[13]
  - A bolgár trónörökös születése kapcsán széles körű kegyelmi rendeletet adnak ki, amelynek következtében ezen a napon több ezer politikai fogoly kerül szabadlábra Bulgáriában.
  - Dobos István, a magyar repülés hőskorának legendás hírű pilótája a mátyásföldi reptéren gyakorlórepülés közben lezuhan és szörnyethal.
- július 7–8. – Egy japán katona rövid eltűnése miatt sor kerül a Marco Polo hídi incidensre, amely aztán a második kínai–japán háború kitöréséhez vezet.
- július 9. – Krakkóban elkészül a Piłsudski-halom.
- június 14. – Az osztrák védtörvény alapján ezentúl a szélsőjobboldali, nemzetiszocialista elveket valló Vaterländische Front karhatalmi szervezete, a „Frontmiliz” az osztrák szövetségi hadsereg szerves alkotórészének tekintendő.
- június 21. – Milan Hodža csehszlovák kormányfő megalakítja második kormányát.[3]

### augusztus
- augusztus 5. – A Szovjetunió meghirdeti a sztálini kormányzat egyik legtöbb áldozatot követelő politikai és etnikai kampányát az „ország megtisztítása” érdekében, amely kapcsán több mint 700 000 „szovjetellenes elem” elhurcolására és kivégzésére kerül sor.
- augusztus 8. – A japán-kínai háború során Peking közelében sok áldozatot követelő összecsapások történnek.
- augusztus 11. – A Szovjetunióban kiadják az NKVD 00485-ös parancsát  „a Lengyel Katonai Szervezet kémhálózatának teljes likvidálására”, amely elindította az etnikai alapú tömeggyilkosságokat.
- augusztus 16. – A japán-kínai háború kiszélesedik. (A japán légierő légideszant-alakulatai kínai városokat bombáznak.)
- augusztus 16–18. – Parasztok tömegtüntetéseire kerül sor Kis-Lengyelországban, Nyugat-Ukrajnában és Wolhyniában.[5]
- augusztus 25. – Spanyolországban Francisco Franco csapatai elfoglalják Santander városát.
- augusztus 27. – Franco tábornok és Mussolini táviratot váltanak egymással, abból az alkalomból – ahogy Mussolini fogalmaz – hogy, „az olasz legionárius hadsereg a tíznapos kemény ütközetben nagy mértékben hozzájárult a santanderi fényes győzelemhez”.[14] (Megjegyzendő, hogy Olaszország egyike az ún. Benemavatkozási Bizottság tagállamainak, amely hivatott a térségben semleges államként a békét megteremteni.)

### szeptember
- szeptember 1. – A Spanyol Semlegességi Bizottság megbízásából a Földközi-tengeren ellenőrzést végző Hawock nevű torpedórombolót megtámadja egy ismeretlen felségjelzésű tengeralattjáró Baleár-szigetek térségében. Az ügy nagy nemzetközi felháborodást kelt.
- szeptember 2. – A Valenciai-öböl térségében állomásozó Woodford nevű angol gőzöst ismeretlen, nemzetközi megkülönböztető zászlót nem viselő tengeralattjáró elsüllyeszti. A brit lapok Olaszországot emlegetik mindkét nemzetközi vizeken bekövetkezett incidens kapcsán, amit az olasz sajtó éles hangú cikkeiben visszautasít.
- szeptember 3. – A görög partok közelében ismeretlen tengeralattjáró elsüllyeszt két szovjet tehergőzöst. Az ügy kapcsán ismét Olaszország neve kerül előtérbe.
- szeptember 6. – A szovjet kormány római ügyvivője jegyzéket intéz Olaszország kormányához, amelyben határozottan állítja szemtanúkra hivatkozva, hogy olasz tengeralattjáró süllyesztette el három nappal korábban a görög partok térségében két teherhajóját. Ennek kapcsán elégtételt és kártérítést követel a szovjet kormány. Az olasz kormány mind a felelősséget, mind pedig a vonatkozó kártérítési követelést visszautasítja.
- szeptember 12. – Ünnepélyes külsőségek közepette, Horthy Miklós kormányzó jelenlétében átadják a nagyközönségnek a kormányzó nevét viselő budapesti hidat (ma Petőfi híd) a Boráros téren.
- szeptember 14. – Meghal Tomáš Masaryk, a Csehszlovák Köztársaság első elnöke.

### október

A tengerészemlékmű avatása

- október 1. – Több napos tartózkodásra Budapestre érkezik Pietro Badoglio, magas rangú olasz tábornok, „Abesszínia meghódítója”.
- október 5. – Franklin D. Roosevelt amerikai elnök megtartja chicagói, úgynevezett „karanténbeszédét”,[15] amelyben egyebek mellett kifejti, hogy „a rémuralom és az ököljog már fenyegetni kezdi a civilizáció egész alapjait, […] s véget kell vetni a nemzetközi támadásoknak”.
- október 10. – Az új budapesti Horthy Miklós híd budai hídfőjénél, Horthy Miklós kormányzó jelenlétében leleplezik a magyar tengerészemlékművet, amely később Budapest ostrománál elpusztul.
- október 24. –  A Szálasi Ferenc által vezetett (ám ekkorra már betiltott) Nemzet Akaratának Pártja, az Endre László vezette Magyar Fajvédő Szocialista Párt és még öt másik szélsőjobboldali párt és frakció egyesüléséből Szálasi vezetésével létrejön a Magyar Nemzeti Szocialista Párt.

### november
- november 5. – Lengyelország és Németország egyezményt ír alá a kisebbségi kérdésről.[5]
- november 6. – Olaszország csatlakozik az antikomintern paktumhoz.
- november 8. – A lengyelországi Gdańsk, amely 1920-tól a versailles-i békeszerződés értelmében Danzig Szabad Város néven különleges státust kapott, végleg nemzetiszocialista befolyás alá kerül. (A német bábkormánynak is tekinthető danzigi vezetés, a hatóságok közreműködésével kihirdeti az ellenzéki pártok betiltását, valamint azt, hogy új pártok alakítását nem engedélyezik a szabad állam területén.)

### december
- december 6. – Delbos francia külügyminiszter megkezdi 11 napos diplomáciai körútját, amely során a kisantant országainak külügyminisztereivel folytat tárgyalásokat bukaresti, belgrádi, és prágai látogatásai során, valamint Varsóban, a lengyel külügyminiszterrel. A tárgyalások homlokterében a Berlin–Róma-tengely államaival szembeni külpolitikai egyeztetés áll.
- december 11. – Olaszország bejelenti kilépési szándékát a Népszövetségből, Németország korábbi döntéséhez hasonlóan.
- december 13. – Japán elfoglalja Kína fővárosát, Nankingot.
- december 20. – Romániában választások kezdődnek, amelyeken a regnáló Tatarescu-kormány alul marad a szélsőjobboldali Vasgárda pártjával szemben. A szélsőjobboldali és antiszemita nézetekkel is szimpatizáló Octavian Goga alakít kormányt a király megbízásából, aki a kinevezéssel a Vasgárda hatalmát kívánja ellenőrzése alá vonni.

### Határozatlan dátumú események
- augusztus – Josip Broz Tito átveszi a Jugoszláv Kommunista Párt vezetését. (Elődjét, Milan Gorkićot Moszkvában letartóztatták. 1937–38-ban több mint 100 jugoszláv kommunista esik áldozatul a sztálini tisztogatásoknak.)[1]
- az év folyamán –
  - Szent-Györgyi Albert Nobel-díjat kap.
  - Horthy Miklós kormányzó meghívására III. Viktor Emánuel olasz király családjával Budapestre látogat.[13]

## Az év témái

### 1937 a filmművészetben
- A kölcsönkért kastély című film bemutatója. Rendezte: Vajda László

### 1937 az irodalomban
- február 3. – Herczeg Ferenc: Pro Libertate című regényét a Magyar Tudományos Akadémia jutalomdíjával tüntette ki, a díj odaítélésével megbízott Kisfaludy Társaság.
- Karinthy Frigyes: Utazás a koponyám körül c. regénye megjelenik.
- Kodolányi János: Boldog Margit, A vas fiai
- Kodolányi János Baumgarten-díjat kap
- Németh László: Villámfénynél (színmű)
- Németh László: VII. Gergely (regény)
- Erdei Ferenc: Futóhomok (esszé)
- Illyés Gyula: Rend a romokban (verseskötet)
- Féja Géza: Viharsarok (esszé)
- Babits Mihály elkezdi egyik legnagyobb művének, a Jónás könyvének írását (1938-ban fejezi be, 1940-ben publikálja).
- szeptember 21. – megjelenik Angliában J. R. R. Tolkien meseregénye, A hobbit.
- Megjelenik A. J. Cronin (1896–1981) amerikai író sikerkönyve: A fellegvár (The Citadel) – Magyarországon Réztábla a kapu alatt címmel ismeretes
- John Steinbeck: Egerek és emberek (Mice And Men) regény
- Stephen Vincent Benét jelentős műve: Az ördög és Daniel Webster (The Devil and D.W.) történelmi tárgyú elbeszélése
- Ödön von Horváth: Ifjúság Isten nélkül (Jugend Ohne Gott) – regény
- Johannes Robert Becher: A haza könnyei (Tränen Des Vaterlandes) verseskötet
- Bertolt Brecht: Carrar asszony fegyverei (Die Gewehre der Frau Carrar) c. egyfelvonásos, spanyol környezetben játszódó színműve
- Karel Čapek: A fehér kór (Bílá nemoc) – dráma a fasizmus terjedése ellen
- Miroslav Krleža: Tíz véres esztendő (Deset krvavih godina 1914–1924) esszé
- Dimitar Talev bolgár író megjelenteti A nagy cár (Velikijat car) című elbeszélését
- Szádek Hedájat perzsa író, A vak bagoly (Buf-e kur) jelentős elbeszélése

### 1937 a zenében
- január 21. – Bartók Béla: Zene húros hangszerekre, ütőkre és cselesztára – ősbemutató

### 1937 a sportban
- Január 15-én rendezték meg a Városligeti műjégpályán az első magyar jégkorong bajnoki mérkőzést.
- A Hungária (MTK) nyeri az NB 1-et. Ez a klub 15. bajnoki címe.

## Születések
- január 4. – Grace Bumbry amerikai énekesnő (mezzoszoprán) († 2023)
- január 21. – Ágoston Judit olimpiai bajnok magyar tőrvívó († 2013)
- január 21. – Mihályfy Sándor filmrendező, forgatókönyvíró († 2007)
- január 22. – Jean-Pierre Miquel francia történész († 2003)
- január 24. – Baranyi Ferenc Kossuth-díjas magyar költő
- január 29. – Dénes Lajos magyar állatorvos, mezőgazdasági és élelmezésügyi miniszterhelyettes
- február 25. – Zsivótzky Gyula olimpiai bajnok kalapácsvető, a nemzet sportolója († 2007)
- március 6. – Király Levente Kossuth-díjas magyar színész, a nemzet színésze († 2024)
- március 12. – Horváth Zoltán olimpiai bajnok magyar vívó
- március 20. – Lois Lowry amerikai írónő
- március 29. – Chrudinák Alajos magyar újságíró, műsorvezető, szerkesztő († 2020)
- március 30. – Warren Beatty Oscar-díjas amerikai színész, rendező, producer
- április 4. – Portisch Lajos magyar sakkozó, a nemzet sportolója
- április 5. – Colin Powell amerikai tábornok, politikus († 2021)
- április 15. – Frank Vincent olasz származású, amerikai színész († 2017)
- április 22. – Jack Nicholson háromszoros Oscar-díjas amerikai színész
- április 23. – Don Massengale amerikai profi golfjátékos, aki mind a PGA Tour, mind a Senior PGA Tour sorozatban tudott nyerni († 2007)
- április 28. – Szaddám Huszein iraki elnök, diktátor († 2006)
- május 11. – Rejtő Ildikó kétszeres olimpiai bajnok tőrvívó, a nemzet sportolója
- május 18. – Lászlóffy Aladár Kossuth-díjas erdélyi magyar író, költő († 2009)
- május 20. – Végvári Tamás Jászai Mari-díjas magyar színész († 2010)
- június 1. – Morgan Freeman Oscar-díjas amerikai színész
- június 2. – Ütő Endre Liszt Ferenc-díjas magyar operaénekes († 2017)
- június 9. – Wittner Mária 1956-os forradalmár, országgyűlési képviselő († 2022)
- június 10. – Varjú Vilmos olimpiai bronzérmes, kétszeres Európa-bajnok súlylökő († 1994)
- június 11. – Robin Warren ausztrál patológus († 2024)
- június 23. – Martti Ahtisaari Nobel-békedíjas finn diplomata, politikus, volt köztársasági elnök († 2023)
- július 2. – Richard „The King” Petty amerikai NASCAR autóversenyző
- július 12. – Margitai Ági Kossuth-díjas színész († 2014)
- július 16. – Pál Tamás karmester, színigazgató
- július 28. – Francis Veber francia filmrendező
- augusztus 4. – Korniss Péter Kossuth-díjas fotográfus
- augusztus 7. – Berczik Zoltán hatszoros Európa-bajnok asztaliteniszező, edző († 2011)
- augusztus 8. – Dustin Hoffman kétszeres Oscar-díjas amerikai színész
- augusztus 16. – Madaras József Kossuth-díjas színművész († 2007)
- augusztus 20. – Bogár István zeneszerző († 2006)
- szeptember 3. – Gáti Gábor szobrász, éremművész
- szeptember 4. – Dawn Fraser ausztrál úszónő
- szeptember 10. – Jared Diamond amerikai biológus
- szeptember 17. – Kamuti Jenő kétszeres olimpiai ezüstérmes magyar vívó, orvos, sportvezető, a nemzet sportolója
- szeptember 27. – Vaszil Vasziljovics Durdinec ukrán politikus
- október 1. – Balázs Árpád zeneszerző
- október 2. – Horesnyi László színész († 2018)
- október 3. – Csíky Boldizsár zeneszerző
- október 16. – Eduard Moiszejevics Safranszkij orosz klasszikus gitárművész és zeneszerző († 2005)
- október 22. – Kocsis Ernő magyar festőművész († 2016)
- október 28. – Adolf Szolomonovics Sájevics Oroszország főrabbija
- november 5. – Csete György Kossuth-díjas magyar építészmérnök, a nemzet művésze († 2016)
- november 20. – Koós János magyar énekes, előadóművész († 2019)
- november 21. – Kósa Ferenc Kossuth-díjas filmrendező, politikus († 2018)
- november 23. – Szokolay Ottó Jászai Mari-díjas színész († 2018)
- november 29. – Horgas Béla költő, író († 2018)
- november 30. – Sir Ridley Scott angol filmrendező
- december 2. – Gyulai Líviusz Kossuth-díjas magyar grafikusművész, a nemzet művésze († 2021)
- december 5. – Majczen Mária Jászai Mari-díjas magyar színművésznő († 1974)
- december 7. – Verebély Iván Jászai Mari-díjas magyar színművész († 2020)
- december 7. – Szilágyi István magyar színművész († 2020)
- december 12. – Connie Francis amerikai popénekesnő († 2025)
- december 21. – Jane Fonda kétszeres Oscar-díjas amerikai színésznő
- december 31. – Avram Hersko Nobel-díjas magyar származású izraeli orvos
- december 31. – Anthony Hopkins kétszeres Oscar-díjas walesi színész

## Halálozások
- január 1. – Sipőcz Jenő, ügyvéd, Budapest polgármestere, majd főpolgármestere (* 1878)
- január 7. – Somlyó Zoltán, költő, műfordító (* 1882)
- február 13. – Nagy István, festőművész (* 1873)
- március 12. – Hubay Jenő, zeneszerző, hegedűművész (* 1858)
- március 15. – Howard Phillips Lovecraft, amerikai író, költő, publicista (* 1890)
- március 15. – Némethy Géza klasszika-filológus, irodalomtörténész, az MTA tagja (* 1865)
- április 2. – Tormay Cécile, írónő (* 1875)
- április 6. – Juhász Gyula, költő (* 1883)
- április 27. – Antonio Gramsci, olasz kommunista író, politikus (* 1891)
- június 4. – Jekatyerina Gavrilovna Geladze, Sztálin anyja (* 1858)
- június 12. – Iona Emmanuilovics Jakir szovjet tábornok, katonai reformer (* 1896)
- június 12. – Mihail Nyikolajevics Tuhacsevszkij szovjet marsall, katonai reformer, diplomata (* 1893)
- július 21. – Louis Vierne francia orgonaművész, zeneszerző (* 1870)
- július 31. – Zala György szobrászművész, az MTA tagja (* 1858)
- augusztus 1. – Ndre Mjeda albán jezsuita szerzetes, költő, pedagógus (* 1866)
- augusztus 7. – Henri Lebasque(wd) francia posztimpresszionista festő (* 1865)
- augusztus 8. – Vernon Lyman Kellogg amerikai entomológus, fejlődésbiológus és tudományos adminisztrátor (* 1867)
- augusztus 9. – Franciszek Niżałowski, az Osztrák–Magyar Monarchia hadbírája, a Lengyel Hadsereg Legfelsőbb Katonai Bíróságának elnöke (* 1859)
- szeptember 12. – Pilch Jenő katonatiszt, hadtörténész, katonai szakíró, az MTA tagja (* 1872)
- szeptember 14. – Tomas Masaryk cseh filozófus, politikus, Csehszlovákia első elnöke (* 1850)
- szeptember 21. – Munkácsi Bernát nyelvész, finnugrista, turkológus, orientalista, néprajztudós (* 1860)
- november 29. – Pólya Tibor festő, grafikus (* 1886)
- október 19. – Ernest Rutherford Nobel-díjas fizikus (* 1871)
- október 29. – Fetter Károly szobrászművész (* 1889)
- december 3. – József Attila költő (* 1905)
- december 8. – Pavel Alekszandrovics Florenszkij orosz ortodox teológus, filozófus és matematikus (* 1882)
- december 20. – Erich Ludendorff, az I. világháború egyik vezető német tábornoka; puccsista, a náci párt képviselője a Reichstagban, vallásalapító (* 1865)
- december 31. – Czigány Dezső magyar festő (* 1883)

## Nobel-díjasok
- A Nobel-díjat a svéd Alfred Nobel alapította, 1901 óta adják át, melyet a Svéd Királyi Tudományos Akadémia ítél oda a tudomány, az irodalom és humanitárius területen kimagasló eredményt elért magánszemélyeknek, illetve intézményeknek.

| Fizikai            | Clinton Davisson, George Paget Thomson |
| Kémiai             | Norman Haworth, Paul Karrer            |
| Orvosi-fiziológiai | Szent-Györgyi Albert                   |
| Irodalmi           | Roger Martin du Gard                   |
| Béke               | Robert Cecil                           |